# Asian Five Nations 2013
Asian Five Nations 2013 war ein Wettbewerb für asiatische Nationalmannschaften in der Sportart Rugby Union. Es handelte sich um die 26. Ausgabe der vom Verband Asia Rugby organisierten Rugby-Union-Asienmeisterschaft. Beteiligt waren 23 Mannschaften, die in sechs Divisionen gegeneinander antraten. Japan gewann zum 21. Mal den Asienmeistertitel.

## Top 5

### Tabelle
|    | Land                         | Spiele | Siege | Unent. | Ndlg. | Spiel- punkte | Diff. | Bonus- punkte | Tabellen- punkte |
| -- | ---------------------------- | ------ | ----- | ------ | ----- | ------------- | ----- | ------------- | ---------------- |
| 1. | Japan                        | 4      | 4     | 0      | 0     | 316:8         | + 308 | 4             | 24               |
| 2. | Südkorea                     | 4      | 3     | 0      | 1     | 185:115       | + 70  | 3             | 18               |
| 3. | Hongkong                     | 4      | 2     | 0      | 2     | 134:108       | + 26  | 2             | 12               |
| 4. | Philippinen                  | 4      | 1     | 0      | 3     | 63:250        | − 187 | 1             | 6                |
| 5. | Vereinigte Arabische Emirate | 4      | 0     | 0      | 4     | 28:245        | − 217 | 0             | 0                |

5 Punkte für Sieg, 3 Punkte für Unentschieden, 1 Bonuspunkt bei vier oder mehr Versuchen, 1 Bonuspunkt bei Niederlage mit weniger als sieben Zählern Differenz.

### Ergebnisse
| 20. April 2013 | Japan | 121 : 0 | Philippinen | Level-5 Stadium, Fukuoka |
| 20. April 2013 |       |         |             | Level-5 Stadium, Fukuoka |

| 20. April 2013 | Hongkong | 53 : 7 | Vereinigte Arabische Emirate | Hong Kong Football Club Stadium, Hongkong |
| 20. April 2013 |          |        |                              | Hong Kong Football Club Stadium, Hongkong |

| 26. April 2013 | Vereinigte Arabische Emirate | 10 : 75 | Südkorea | Al Ain Rugby Club, Al-Ain |
| 26. April 2013 |                              |         |          | Al Ain Rugby Club, Al-Ain |

| 27. April 2013 | Hongkong | 0 : 38 | Japan | Hong Kong Football Club Stadium, Hongkong |
| 27. April 2013 |          |        |       | Hong Kong Football Club Stadium, Hongkong |

| 4. Mai 2013 | Japan | 64 : 5 | Südkorea | Prinz-Chichibu-Rugbystadion, Tokio |
| 4. Mai 2013 |       |        |          | Prinz-Chichibu-Rugbystadion, Tokio |

| 4. Mai 2013 | Philippinen | 20 : 59 | Hongkong | Rizal Memorial Stadium, Manila |
| 4. Mai 2013 |             |         |          | Rizal Memorial Stadium, Manila |

| 10. Mai 2013 | Vereinigte Arabische Emirate | 3 : 93 | Japan | The Sevens Stadium, Dubai |
| 10. Mai 2013 |                              |        |       | The Sevens Stadium, Dubai |

| 11. Mai 2013 | Südkorea | 62 : 19 | Philippinen | Ansan-Wa~-Stadion, Ansan |
| 11. Mai 2013 |          |         |             | Ansan-Wa~-Stadion, Ansan |

| 18. Mai 2013 | Südkorea | 43 : 22 | Hongkong | Ansan-Wa~-Stadion, Ansan |
| 18. Mai 2013 |          |         |          | Ansan-Wa~-Stadion, Ansan |

| 18. Mai 2013 | Philippinen | 24 : 8 | Vereinigte Arabische Emirate | Rizal Memorial Stadium, Manila |
| 18. Mai 2013 |             |        |                              | Rizal Memorial Stadium, Manila |

## Division 1
|    | Land       | Spiele | Siege | Unent. | Ndlg. | Spiel- punkte | Diff. | Bonus- punkte | Tabellen- punkte |
| -- | ---------- | ------ | ----- | ------ | ----- | ------------- | ----- | ------------- | ---------------- |
| 1. | Sri Lanka  | 3      | 3     | 0      | 0     | 133:33        | + 100 | 3             | 18               |
| 2. | Kasachstan | 3      | 1     | 0      | 2     | 70:97         | − 27  | 1             | 6                |
| 3. | Taiwan     | 3      | 1     | 0      | 2     | 75:104        | − 29  | 1             | 6                |
| 4. | Thailand   | 3      | 1     | 0      | 2     | 63:107        | − 44  | 0             | 0                |

5 Punkte für Sieg, 3 Punkte für Unentschieden, 1 Bonuspunkt bei vier oder mehr Versuchen, 1 Bonuspunkt bei Niederlage mit weniger als sieben Zählern Differenz.
Ergebnisse
| 31. März 2013 | Kasachstan | 10 : 33 | Thailand | Havelock Park, Colombo |
| 31. März 2013 |            |         |          | Havelock Park, Colombo |

| 31. März 2013 | Sri Lanka | 39 : 8 | Taiwan | Havelock Park, Colombo |
| 31. März 2013 |           |        |        | Havelock Park, Colombo |

| 3. April 2013 | Kasachstan | 42 : 5 | Taiwan | Havelock Park, Colombo |
| 3. April 2013 |            |        |        | Havelock Park, Colombo |

| 3. April 2013 | Sri Lanka | 45 : 7 | Thailand | Havelock Park, Colombo |
| 3. April 2013 |           |        |          | Havelock Park, Colombo |

| 6. April 2013 | Thailand | 23 : 52 | Taiwan | Havelock Park, Colombo |
| 6. April 2013 |          |         |        | Havelock Park, Colombo |

| 6. April 2013 | Sri Lanka | 49 : 18 | Kasachstan | Havelock Park, Colombo |
| 6. April 2013 |           |         |            | Havelock Park, Colombo |

## Division 2
Halbfinale
| 4. Juni 2013 | Singapur | 67 : 8 | Indien | Petaling Jaya Stadium, Kuala Lumpur |
| 4. Juni 2013 |          |        |        | Petaling Jaya Stadium, Kuala Lumpur |

| 4. Juni 2013 | Malaysia | 48 : 10 | Iran | Petaling Jaya Stadium, Kuala Lumpur |
| 4. Juni 2013 |          |         |      | Petaling Jaya Stadium, Kuala Lumpur |

Spiel um Platz 3
| 7. Juni 2013 | Indien | 13 : 30 | Iran | Petaling Jaya Stadium, Kuala Lumpur |
| 7. Juni 2013 |        |         |      | Petaling Jaya Stadium, Kuala Lumpur |

Finale
| 8. Juni 2013 | Malaysia | 17 : 20 | Singapur | Petaling Jaya Stadium, Kuala Lumpur |
| 8. Juni 2013 |          |         |          | Petaling Jaya Stadium, Kuala Lumpur |

Singapur steigt in die Division 1 auf, Indien steigt in die Division 3 ab.

## Division 3
Halbfinale
| 5. Juni 2013 | Guam | 33 : 15 | Indonesien | Petaling Jaya Stadium, Kuala Lumpur |
| 5. Juni 2013 |      |         |            | Petaling Jaya Stadium, Kuala Lumpur |

| 5. Juni 2013 | VR China | 0 : 76 | Katar | Petaling Jaya Stadium, Kuala Lumpur |
| 5. Juni 2013 |          |        |       | Petaling Jaya Stadium, Kuala Lumpur |

Spiel um Platz 3
| 7. Juni 2013 | VR China | 13 : 37 | Indonesien | Petaling Jaya Stadium, Kuala Lumpur |
| 7. Juni 2013 |          |         |            | Petaling Jaya Stadium, Kuala Lumpur |

Finale
| 8. Juni 2013 | Guam | 7 : 13 | Katar | Petaling Jaya Stadium, Kuala Lumpur |
| 8. Juni 2013 |      |        |       | Petaling Jaya Stadium, Kuala Lumpur |

Katar steigt in die Division 2 auf, China stieg in die Division 4 ab.

## Division 4
Halbfinale
| 8. Mai 2013 | Libanon | 35 : 25 | Usbekistan | The Sevens Stadium, Dubai |
| 8. Mai 2013 |         |         |            | The Sevens Stadium, Dubai |

| 8. Mai 2013 | Pakistan | 31 : 25 | Laos | The Sevens Stadium, Dubai |
| 8. Mai 2013 |          |         |      | The Sevens Stadium, Dubai |

Spiel um Platz 3
| 10. Mai 2013 | Usbekistan | 18 : 15 | Laos | The Sevens Stadium, Dubai |
| 10. Mai 2013 |            |         |      | The Sevens Stadium, Dubai |

Finale
| 10. Mai 2013 | Libanon | 45 : 12 | Pakistan | The Sevens Stadium, Dubai |
| 10. Mai 2013 |         |         |          | The Sevens Stadium, Dubai |

Libanon steigt in die Division 3 auf.

## Division 5
| 5. Juli 2013 | Kambodscha | 38 : 0 | Brunei | RCAF Old Stadium, Phnom Penh |
| 5. Juli 2013 |            |        |        | RCAF Old Stadium, Phnom Penh |

| 7. Juli 2013 | Kambodscha | 28 : 0 | Brunei | RCAF Old Stadium, Phnom Penh |
| 7. Juli 2013 |            |        |        | RCAF Old Stadium, Phnom Penh |